# Lotharmeyerit
Lotharmeyerit ist ein sehr selten vorkommendes Mineral aus der Mineralklasse der „Phosphate, Arsenate und Vanadate“. Er kristallisiert im monoklinen Kristallsystem mit der chemischen Zusammensetzung Ca(Zn,Mn3+)2(AsO4)2(H2O,OH) und ist damit chemisch gesehen ein wasserhaltiges Calcium-Zink-Mangan-Arsenat mit einem variablen Anteil an zusätzlichen Hydroxidionen.
Lotharmeyerit entwickelt an seiner Typlokalität Krusten aus isometrischen Mikrokristallen, die auf charakteristisch violettem Adamin und der begleitenden Matrix sitzen. Die Typlokalität des Minerals ist die „Mina Ojuela“ bei Mapimí, Municipio de Mapimí, Durango, Mexiko.

## Etymologie und Geschichte

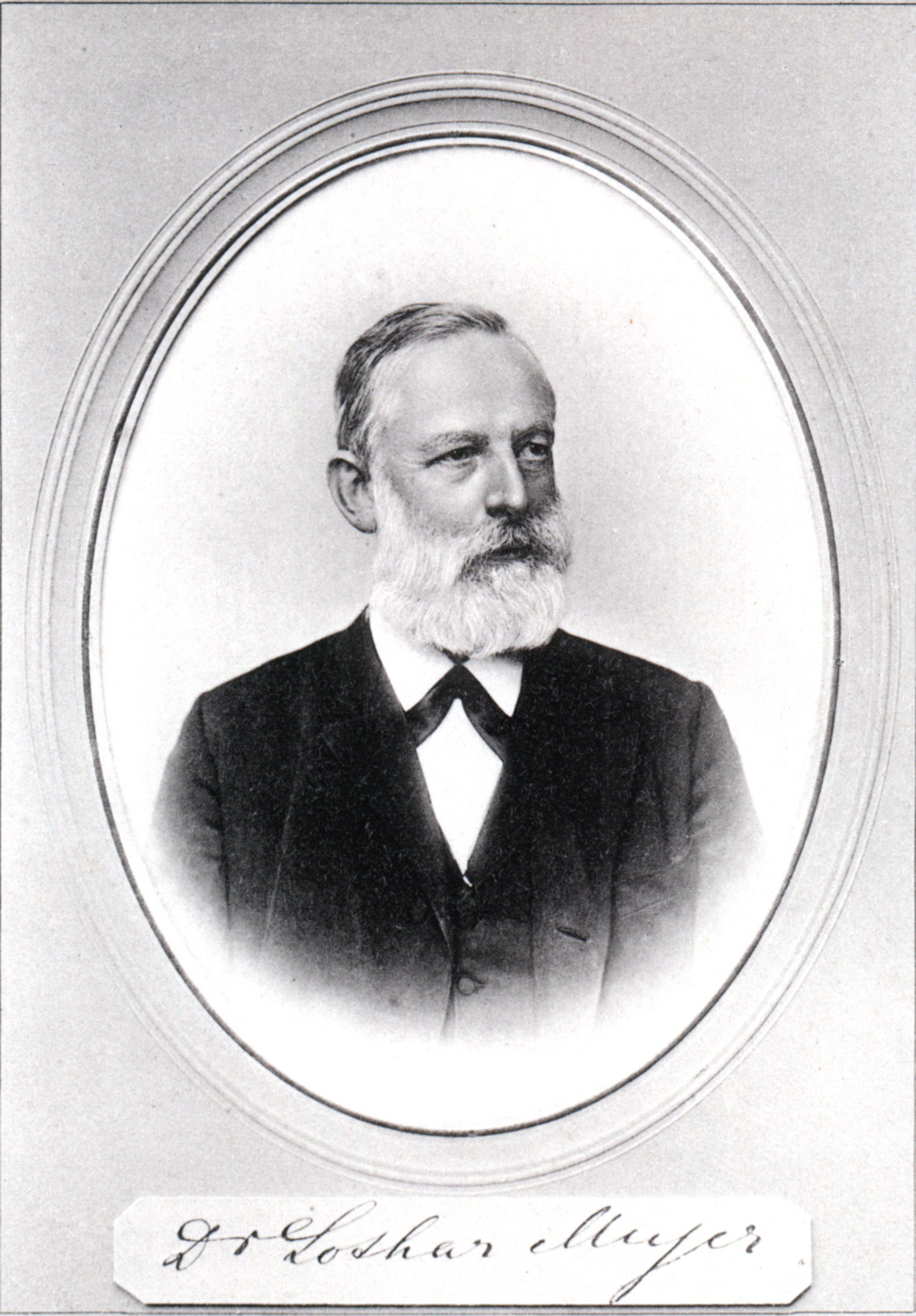
Julius Lothar von Meyer – Namenspatron für Lotharmeyerit

Anfang 1982 legte der Amateurmineraloge Curt Segeler aus Brooklyn, New York, dem Kustus Pete J. Dunn von der Smithsonian Institution dunkel rötlichorangefarbene Krusten vor, welche die damals gerade entdeckten hellvioletten Adamin-Kristalle von der 6. Sohle des „San-Judas-Erzschlotes“ der „Mina Ojuela“ bei Mapimí sowie deren Matrix überzogen. Bereits erste Untersuchungen stellten sicher, dass es sich um ein neues Mineral handelt. Nach weiteren Untersuchungen wurde das neue Mineral der International Mineralogical Association (IMA) vorgelegt, die es 1982 anerkannte. Pete J. Dunn von der Smithsonian Institution beschrieb es 1983 in der US-amerikanischen Zeitschrift The Mineralogical Record als Lotharmeyerit. Der Autor benannte das Mineral nach dem deutschen Arzt und Chemiker Julius Lothar von Meyer (1830–1895), neben Dmitri Mendelejew einem der Begründer des Periodensystems der chemischen Elemente.
Das Typmaterial für Lotharmeyerit (Holotyp) entstammt einer Donation von Curt Segeler und wird unter der Katalognummer 149482 in der Sammlung des zur Smithsonian Institution gehörenden National Museum of Natural History, Washington, D.C., USA, aufbewahrt.
Leider waren die Pete Dunn vorliegenden Lotharmeyerit-Kristalle für eine vollständige Charakterisierung sowohl zu winzig als auch zu spärlich. Glücklicherweise wurden bereits im Jahre 1983 in der „Mina Ojuela“ größere und für Einzelkristalluntersuchungen geeignete Kristalle entdeckt, an denen Anthony R. Kampf, James E. Shigley und George R. Rossman wesentlich detailliertere Untersuchungen durchführen und die in der Originalbeschreibung fehlenden Eigenschaften bestimmen konnten. Sie publizierten ihre Ergebnisse 1984 ebenfalls im Mineralogical Record. Allerdings wurde nach der Entdeckung und 2002 erfolgten Erstbeschreibung des neuen Minerals Manganlotharmeyerit aus der Grube „Starlera“ bei Ferrera GR im Val Ferrera, Hinterrhein, Graubünden, Schweiz, durch ein Wissenschaftlerteam um den schweizerisch-australischen Mineralogen Joël Brugger klar, dass es sich bei den 1984 beschriebenen Lotharmeyerit-Kristallen aus der „Mina Ojuela“ tatsächlich um Vertreter des neuen Minerals Manganlotharmeyerit handelt. Zur Abgrenzung der beiden Minerale Lotharmeyerit und Manganlotharmeyerit voneinander erfolgte gleichzeitig eine Redefinition des Lotharmeyerits. Dagegen hat sich der von Kurt Walenta 2002 beschriebene Ferrilotharmeyerit als Lotharmeyerit sensu stricto erwiesen.

## Klassifikation
Die aktuelle Klassifikation der International Mineralogical Association (IMA) zählt den Lotharmeyerit zur Tsumcoritgruppe mit der allgemeinen Formel Me(1)Me(2)2(XO4)2(OH,H2O)2, in der Me(1), Me(2) und X unterschiedliche Positionen in der Struktur der Minerale der Tsumcoritgruppe mit Me(1) = Pb2+, Ca2+, Na+, K+ und Bi3+; Me(2) = Fe3+, Mn3+, Cu2+, Zn2+, Co2+, Ni2+, Mg2+ und Al3+ und X = As5+, P5+, V5+ und S6+ repräsentieren. Zur Tsumcoritgruppe gehören neben Lotharmeyerit noch Cabalzarit, Cobaltlotharmeyerit, Cobalttsumcorit, Ferrilotharmeyerit, Gartrellit, Helmutwinklerit, Kaliochalcit, Krettnichit, Lukrahnit, Manganlotharmeyerit, Mawbyit, Mounanait, Natrochalcit, Nickellotharmeyerit, Nickelschneebergit, Nickeltsumcorit, Phosphogartrellit, Rappoldit, Schneebergit, Thometzekit, Tsumcorit, Yancowinnait und Zinkgartrellit. Lotharmeyerit bildet zusammen mit Cabalzarit (Me(2) = Mg), Cobaltlotharmeyerit (Co), Lotharmeyerit (Zn), Manganlotharmeyerit (Mn3+) und Nickellotharmeyerit (Ni) die nach Lotharmeyerit benannte „Lotharmeyerit-Untergruppe“.
In der mittlerweile veralteten, aber noch gebräuchlichen 8. Auflage der Mineralsystematik nach Strunz gehörte der Lotharmeyerit zur Mineralklasse der „Phosphate, Arsenate und Vanadate“ und dort zur Abteilung der „Wasserhaltigen Phosphate ohne fremde Anionen“, wo er zusammen mit Cabalzarit, Cobaltlotharmeyerit, Cobalttsumcorit, Ferrilotharmeyerit, Gartrellit, Helmutwinklerit, Krettnichit, Lukrahnit, Manganlotharmeyerit, Mawbyit, Mounanait, Nickellotharmeyerit, Nickelschneebergit, Phosphogartrellit, Rappoldit, Schneebergit, Thometzekit, Tsumcorit und Zinkgartrellit die „Tsumcorit-Gartrellit-Gruppe“ mit der System-Nr. VII/C.31 bildete.
Die seit 2001 gültige und von der International Mineralogical Association (IMA) verwendete 9. Auflage der Strunz’schen Mineralsystematik ordnet den Lotharmeyerit ebenfalls in die Abteilung der „Phosphate usw. ohne zusätzliche Anionen; mit H2O“ ein. Diese ist allerdings weiter unterteilt nach der relativen Größe der beteiligten Kationen und dem Stoffmengenverhältnis von Phosphat-, Arsenat- bzw. Vanadat-Komplex zum Kristallwassergehalt, so dass das Mineral entsprechend seiner Zusammensetzung in der Unterabteilung „Mit großen und mittelgroßen Kationen; RO4 : H2O = 1 : 1“ zu finden ist, wo es zusammen mit Cabalzarit, Cobaltlotharmeyerit, Cobalttsumcorit, Ferrilotharmeyerit, Krettnichit, Manganlotharmeyerit, Mawbyit, Mounanait, Nickellotharmeyerit, Nickelschneebergit, Schneebergit, Thometzekit und Tsumcorit die „Tsumcoritgruppe“ mit der System-Nr. 8.CG.15 bildet.
Auch die vorwiegend im englischen Sprachraum gebräuchliche Systematik der Minerale nach Dana ordnet den Lotharmeyerit in die Klasse der „Phosphate, Arsenate und Vanadate“ und dort in die Abteilung der „Phosphatminerale“ ein. Hier ist er zusammen mit Ferrilotharmeyerit, Cobaltlotharmeyerit und Nickellotharmeyerit in der „Lotharmeyerit-Reihe“ mit der System-Nr. 37.01.06 innerhalb der Unterabteilung der „Wasserfreien sauren Phosphate etc., mit verschiedenen Formeln“ zu finden.

## Chemismus
Vierzehn Mikrosondenanalysen an Lotharmeyerit ergaben Mittelwerte von 13,55 % Mn2O3; 16,55 % ZnO; 1,18 % CaO; 0,02 % K2O; 47,63 % As2O3 und 5,80 % H2O+. Auf der Basis von zehn Sauerstoffatomen errechnete sich aus ihnen die empirische Formel Ca0,99(Zn1,01Mn3+0,85)Σ=1,86(As1,03O4)2·[(OH)0,85,1,17H2O], welche zu Ca1,00(Zn1,02Mn3+0,98)(As1,00O4)2[(OH)0,98,1,04H2O] verfeinert und zu Ca(Zn,Mn3+)(AsO4)2(H2O,OH)2 idealisiert wurde.
Lotharmeyerit stellt das Zn-dominante Analogon zum Mn3+-dominierten Manganlotharmeyerit dar, mit dem er eine vollständige Mischkristallreihe bildet. Er ist ferner auch das entsprechende Analogon zum Mg-dominierten Cabalzarit, zum Fe3+-dominiertem Ferrilotharmeyerit, zum Co-dominierten Cobaltlotharmeyerit und zum Ni-dominierten Nickellotharmeyerit.

## Kristallstruktur
Lotharmeyerit kristallisiert im monoklinen Kristallsystem in der Raumgruppe C2/m (Raumgruppen-Nr. 12) mit den Gitterparametern a = 9,0727 Å; b = 6,2530 Å; c = 7,4150 Å und β = 116,739° sowie zwei Formeleinheiten pro Elementarzelle.
Die Kristallstruktur des Lotharmeyerits wird aus nach [001] gestreckten, Rutil-artigen Ketten von MO6-Oktaedern (Symmetrie 1) gebildet, die durch XO4-Tetraeder (Symmetrie 2/m) sowie Wasserstoffbrückenbindungen verbunden sind und [M2(XO4)2(OH,H2O)2]-Schichten parallel (001) bilden.
Diese Schichten sind durch die größeren A-Kationen (Symmetrie 2/m) sowie weitere Wasserstoffbrückenbindungen miteinander verknüpft. Es sind zwei Wasserstoffbrückenbindungen vorhanden, eine mit O…O = 2,610 Å und eine weitere mit O…O = 2,595 Å. Eine der H-Atom-Positionen ist über zwei Positionen mit 50 %-Besetzung fehlgeordnet, was mit Beobachtungen bei anderen Mineralen des Natrochalcit-Typs wie Natrochalcit und Tsumcorit übereinstimmt.
Lotharmeyerit ist isotyp (isostrukturell) zu den monoklinen Vertretern der Tsumcoritgruppe wie Tsumcorit und Natrochalcit und den anderen, oben genannten Vertretern der Lotharmeyerit-Untergruppe.

## Eigenschaften

### Morphologie
Lotharmeyerit entwickelt in der „Mina Ojuela“ Krusten aus isometrischen, auf violettem Adamin sowie der begleitenden Matrix sitzende Mikrokristalle von meist nur 0,3–0,4 mm Größe.
Die beste bisher bekannte Lotharmeyerit-Stufe aus der Typlokalität – eine 10 × 12 cm große Platte mit unzähligen Lotharmeyerit-Kristallen, die eine bis zu 1,5 cm dicke Kruste bilden – wird in der Sammlung der Harvard University aufbewahrt.
In der „Grube Clara“ im Schwarzwald bildet Lotharmeyerit nierenförmige Krusten mit konzentrisch-radialstrahligem Aufbau. Auf Material aus einem Fund von 1986 in der „Jean Baptiste Mine“ bei Agios Konstantinos, Lavrion/Griechenland, sind maximal 0,5 mm große „Täfelchen“ zu Krusten verwachsen, wobei jedes Täfelchen aus gitterartig verzwillingten Kristallaggregaten besteht. Sie stellen Pseudomorphosen nach einem unbekannten Vorläufermineral dar.

### Physikalische und chemische Eigenschaften
Die Kristalle des Lotharmeyerits sind dunkel rötlichorange oder rötlich-fleischfarben, ihre Strichfarbe ist dagegen blassorange. Die einzelnen Sphärolithe der konzentrisch sphärolithischen Aggregate aus der „Grube Clara“ sind in ihren Randbereich gelb gefärbt, während das Innere nahezu farblos ist. Die Oberflächen der durchscheinenden Kristalle weisen einen glasartigen Glanz auf, was gut mit den Werten für die Lichtbrechung (n = 1,80) übereinstimmt. Unter dem Mikroskop zeigt das Mineral im durchfallenden Licht einen starken Pleochroismus von X = Z = hell rosaorange nach Y = dunkel rötlichorange.
Für Lotharmeyerit wird keine Spaltbarkeit angegeben. Aufgrund seiner Sprödigkeit bricht er aber ähnlich wie Amblygonit, wobei die Bruchflächen uneben ausgebildet sind. Mit einer Mohshärte von ≈ 3 gehört das Mineral zu den mittelharten Mineralen und lässt sich wie das Referenzmineral Calcit mit einer Kupfermünze ritzen. Die gemessene Dichte für Lotharmeyerit beträgt 4,2 g/cm³, die berechnete Dichte 4,186 g/cm³.  Das Mineral zeigt weder im lang- noch im kurzwelligen UV-Licht eine Fluoreszenz.
Lotharmeyerit ist nur schwer in Oxalsäure, Salzsäure, HCl, und Schwefelsäure, H2SO4, löslich.

## Bildung und Fundorte

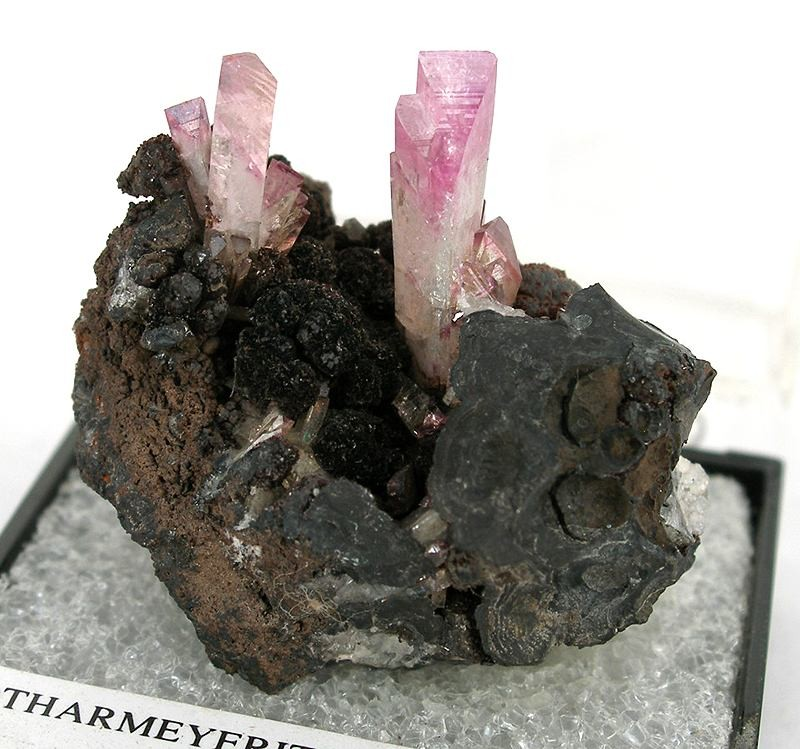
Winzige Lotharmeyerit-Kristalle mit violettem Adamin aus der Mina Ojuela, Durango, Mexiko (Stufengröße: 2,7 cm × 2,5 cm × 1,8 cm)

Lotharmeyerit ist ein typisches Sekundärmineral, welches sich in der Oxidationszone von arsenreichen polymetallischen Buntmetall-Lagerstätten bildet.
An der Typlokalität „Ojuela Mine“ fand sich das Mineral in Form von Krusten auf einer Matrix aus derben Manganoxiden, die zumindest teilweise aus Kryptomelan bestehen, braunem Goethit und farblosem bis gelbem Adamin. Er sitzt ferner auch auf auffallend violetten, durch Mn3+ gefärbten Adaminkristallen, so dass Lotharmeyerit in der Sukzession die zuletzt gebildete und jüngste Mineralphase darstellt.
Parageneseminerale im Material aus der „Grube Clara“ sind Malachit, Olivenit und Quarz, während der Lotharmeyerit im Material aus der „Jean Baptiste Mine“ mit blassgrünlichem, büschelförmigem Austinit, schwarzem Chalkophanit sowie Quarz vergesellschaftet ist.
Als sehr seltene Mineralbildung konnte Lotharmeyerit bisher (Stand 2018) erst von fünf Fundstellen beschrieben werden. Als Typlokalität gilt der Erzschlot „San Judas“ der „Mina Ojuela“ bei Mapimí, Municipio de Mapimí, Bundesstaat Durango, Mexiko. Später wurde Lotharmeyerit auch im „Lugaro“ (Sammelgebiet) „La Cigueña“ desselben Bergwerks gefunden.
Der weltweit zweite Fundort war die Grube Clara im Rankach-Tal bei Oberwolfach, Schwarzwald, Baden-Württemberg in Deutschland. Ferner wurde das Mineral in der Grube „Jean Baptiste“ (neugriechisch Ορυχείο Ιωάννου Βαπτιστή, Αγ. Κωνσταντίνος (Καμάριζα)) bei Agios Konstantinos (Kamariza) unweit Plaka, Bergbaudistrikt Lavrion, Region Attika, Griechenland, gefunden. Lotharmeyerit soll auch in der „Grube Agoudal“ im Cobalt(-Silber)-Bergbaudistrikt von Bou Azzer bei Taznakht, Provinz Ouarzazate, Region Drâa-Tafilalet, Marokko, in Form von tafeligen, büschelig aggregierten braunen Kristallen, begleitet von Quarz, aufgetreten sein. Schließlich ist Lotharmeyerit auch während der Arbeiten, die zur Erstbeschreibung des Minerals Tapiait führten, aus einem Stollen der alten, heute auflässigen Silber-Cobalt-Grube der „Mina Jote“ im Bergbaudistrikt Pampa Larga bei Tierra Amarilla, Provinz Copiapó, Región de Atacama, Chile, identifiziert worden.
Vorkommen von Lotharmeyerit in Österreich oder in der Schweiz sind damit nicht bekannt.

## Verwendung
Aufgrund seiner Seltenheit ist Lotharmeyerit nur für den Mineralsammler von Interesse.